# Scorzonera
Scorzonera  es un género de plantas con flores perteneciente a la familia Compositae, subfamilia Cichorioideae, tribu Cichorieae, subtribu Scorzonerinae, de la cual es el género tipo.
Comprende unas 200 especies aceptadas, de las casi 500 descritas. La más conocida es la de raíz comestible Scorzonera hispanica (el salsifí negro).

## Taxonomía
El género fue descrito por Carlos Linneo y publicado en Species Plantarum, vol. 2, p. 790, 1753. 
La especie tipo es Scorzonera humilis.

## Especies seleccionadas
Especies presente en España
- Scorzonera albicans Coss.
- Scorzonera angustifolia L.
- Scorzonera aristata DC.
- Scorzonera baetica (DC.) Boiss.
- Scorzonera hirsuta (Gouan) L.
- Scorzonera hispanica L.
- Scorzonera humilis L.
- Scorzonera parviflora Jacq.
- Scorzonera reverchonii Debeaux & Hervier

## Ecología
Scorzonera es usada como alimento por las larvas de Discestra trifolii, una especie de polilla.